# Ienari Tokugawa
Ienari Tokugawa (japonsky 徳川 家斉, Tokugawa Ienari; 18. listopadu 1773 – 22. března 1841) byl jedenáctý šógun dynastie Tokugawa (období Edo). Navzdory zhýralému životnímu stylu vládl Ienari nejdéle ze všech šógunů klanu Tokugawa (1787–1837).

## Život
Ienari Tokugawa byl adoptivním synem Ieharu Tokugawy, desátého šóguna japonské dynastie Tokugawa. Jeho biologickým otcem byl Harusada Tokugawa, vzdálený bratranec 10. šóguna. Jeho matka se jmenovala O-Tomi no Kata. Ienari tedy patřil ke klanu Tokugawa, i když se pro roli šóguna nenarodil a právoplatným dědicem trůnu nebyl. Žádný ze synů Ieharu Tokugawy se ale nedožil dospělosti, Ieharu tedy adoptoval Ienariho.
Ienariho biologický otec Harusada Tokugawa byl známý také pod jménem Harunari Tokugawa a byl hlavou větve Hitotsubaši rodu Tokugawa. Ačkoli tato větev rodu Tokugawa není tak známá ani důležitá jako hlavní linie Tokugawů, Ienarimu to nicméně zajišťovalo šlechtický původ.

### Manželství
Ienari manželkou byl Šigehime Šimazu, dcera daimjó Šigehideho Šimazu. Tento muž byl hlavou klanu Šimazu ze Sacumy (na ostrově Kjúšú). Šimazu tehdy byl jedním z nejvlivnějších a nejbohatších klanů té doby. Sňatek byl, podobně jako většina sňatky té doby, považován spíše za politický tah nežli romantický svazek. Šigehide sňatkem získal zvláštní výsady, např. při návštěvě šógunova hradu v Edu měl právo na zvláštní zacházení. Patřilo k nim nasedání a sesedání do palankýnu (tzv. Kago) přímo v paláci či rozhánění davů na plných ulicích.
Jejich manželství bylo domluveno, když jim oběma byly teprve čtyři roky. Byli zasnoubeni na znamení spojenectví tří klanů Tokugawa: Tajasu, Hitotsubaši-Tokugawa a Šimazu. Tato trojice klanů se nazývala Gosankyó (御三卿, "Tři vznešení muži"). Z jejich manželství se ale nenarodily žádné děti.

### Konkubíny a potomci
Ienari byl proslulý svou nezměrnou láskou k rozkoši a ženám. Po dobu své vlády si vydržoval harém, v němž žilo nejméně 900 žen. Z těchto 900 si vybíral konkubíny, jejichž děti se mohly stát jeho případnými dědici. Konkubín měl celkem 17, dětí měl desítky. Jeden z jeho synů, Iejoši Tokugawa, se později stal 12. šógunem klanu Tokugawa a co se týká dětí, tak byl podobně plodný jako jeho otec.

### Smrt
Když bylo Ienarimu šedesát let, předal šógunát svému nástupci, Iejošimu Tokugawa. Sám pak žil ještě tři roky, než roku 1841 zemřel.

## Vláda
Úřad šóguna převzal ve 14 letech. Během jeho nezletilosti byl hlavním představitelem bakufu Matsudaira Sadanobu, který zastával regentský úřad (hosa) až do svého odstoupení v roce 1793. Potom již vládl Ienari bez regentské pomoci. Toto období se vyznačovalo politickou stagnací, zneužívám státního rozpočtu a nepotismem. Ienari ponechával šógunátní finance, stejně jako národní hospodářství, do značné míry svému osudu. Sama šógunátní vláda proplouvala finančními problémy vcelku bez potíží díky opakovaným devalvacím, které jí nesly okamžitý zisk, ale dlouhodobě způsobily ekonomický rozvrat a prudký nárůst cen. Většina knížectví upadala do dluhů, jejichž výše převyšovala roční výnos jejich panství i dvacetkrát. Situaci ještě zhoršilo několik špatných úrod a následných hladomorů, které zasáhly Japonsko v letech 1822–1836.
Jedním z významných Ienariho rozhodnutí bylo přemístění většiny chrámů z Eda do oblasti zvané Nippori. Bylo to součástí plánu na omezení masivních městských požárů. Tehdejší Edo bylo hustě zastavěno dřevěnými domky, v chrámech zase téměř neustále hořel oheň, což dohromady znamenalo velké riziko požáru. Nippori tehdy bylo na samém okraji Eda, takže opatření nebylo ve své době příliš populární. Chrámy nicméně přesunuty byly a jejich pozemky v původních místech byly ponechány jako protipožární nárazník v centrálním Edu. Je jistou ironií, že zatímco hrad v Edu od té doby několikrát vyhořel, Nippori zůstalo nedotčené dokonce i během velkého zemětřesení roku 1923 nebo i za 2. světové války.
Šógunát se musel vypořádat s řadou přírodních i jiných katastrof, například roku 1788 došlo k velkému požáru Kjóta. V roce 1837 dovedl hladomor v Ósace, který výrazně zhoršili tamní zkorumpovaní úředníci, k pokusu o útok na Ósacký hrad. Útok, který provedl Óšio Heihačiró, hrad nedobyl, v jeho důsledku bylo ale požáry zničeno pět mostů, 18 000 domů a 1800 sýpek. Za Ienariho vlády došlo i k velkému výbuchu sopky Unzen, po kterém přišlo silné zemětřesení.
Navzdory tehdy platnému a prosazovanému uzavření země (sakoku) získal roku 1826 audienci u Ienariho německý lékař Siebold. Během Ienariho vlády obecně sílily pokusy tehdejších světových mocností, zejména Anglie, Ruska a Číny, o obnovení kontaktů s Japonskem.

## Významné událost za Ienariho vlády
- 1787 – Velké městské bouře v Edu a Ósace; počátek reforem Kansei v režii Sadanobua Macudairy.
- 1788 – Velký požár Kjóta (Tenmei Fire).[9]
- 1790 – Zákaz cizích učení – pokus šógunátu o posílení vlivu ortodoxního konfucianismu.
- 1791 – Zákaz společného koupání ve veřejných lázních.[10]
- 1792 – Ruský posel Adam Laxman přistává na Hokkaidó a bezvýsledně žádá o navázání vzájemných diplomatických styků.
- 1792 – Šihei Hajaši potrestán za Vyprávění o vojenství země uprostřed moří, kritizující šógunátní zahraniční politiku.
- 1796 – Zkompilován první holandsko-japonský slovník, tzv. Haruma wage.[pozn. 3][11]
- 1804 – Ruský posel N. Rezanov přistál v Nagasaki a neúspěšně se pokusil o navázání diplomatických styků.
- 1808 – Incident s britskou fregatou Phaeton v Nagasaki.[12]
- 1808 – Japonský průzkumník a kartograf Rinzó Mamija prozkoumává oblasti severeně od ostrova Hokkaidó, obeplul Sachalin.[13]
- 1816 – Britové se pokouší navázat obchodní styky na souostroví Rjúkú.
- 1823 – Na Dedžimu přijíždí německý lékař Siebold.
- 1824 – Dvě britské velrybářské lodě přistály u rybářské vesnice Ótsu, provincie Mito, severovýchodně od Eda.[14]
- 1824 – Siebold otevírá v Nagasaki školu.
- 1825 – Vydán šógunátní rozkaz zahánět veškerá cizí plavidla. Příčinou je vylodění Britů v roce 1824.
- 1827 – Hirosato Zušo zahajuje v provincii Sacuma finanční a správní reformy.[15][pozn. 4]
- 1828 – Siebold vykázán ze země pro pokus propašovat z Japonska mapu.
- 1832 – Hokusai Kacušika dokončuje soubor dřevotisků "Třicet šest pohledů na Fudži".
- 1833 – Propuká hladomor Tenpó, poslední ze tří velkých hladomorů za šógunátu Tokugawa.[16]
- 1833 – Hirošige Andó dokončuje soubor dřevotisků "Padesát tři stanic na cestě Tókaidó".